# Université d’État d’Haïti
Die Université d'État d'Haïti (staatliche Universität von Haiti; UEH) ist die älteste und bedeutendste Hochschule des Landes.

## Geschichte
Die Anfänge der UEH gehen auf das 19. Jahrhundert zurück, als Jean Simon Elie-Dubois und Francois Elie-Dubois 1860 die von Präsident Fabre-Nicholas Geffrard im Juni 1859 gegründete juristische Fakultät (École National de Droit) in Port-au-Prince als erste öffentliche Hochschule Haitis eröffneten. Im Jahr 1902 wurde die Hochschule für angewandte Wissenschaften gegründet und per Präsidialdekret der Fakultät für Wissenschaften der Universität von Haiti (UH) angegliedert. Letztere wurde 1944 offiziell als erstes öffentliches Universitätszentrum gegründet, das staatlich finanziert wurde. Die anderen Einheiten, die heute Teil der UEH sind, wurden in den folgenden Jahrzehnten etabliert.
Nachdem verschiedene studentische Unruhen Ende der 1950er Jahre ihre zeitweilige Schließung zur Folge hatten, veröffentlichte das Regime von François Duvalier am 16. Dezember 1960 ein Dekret, mit dem die „Université d'Etat d'Haïti“ (UEH) anstelle der Universität von Haiti gegründet wurde. Seitdem wurde der Name nicht mehr geändert.
Obwohl oder weil die UEH unter der Ägide des Staates agierte, hat sie sich nur langsam, in ständigem Kampf und in Unsicherheit entwickelt. Ihr Modernisierungsprozess wurde angesichts innerstaatlicher Wirren immer wieder gehindert. Angesichts der politischen Unruhen im Lande kam es Ende der 1990er Jahre erneut zu gravierenden Störungen der Lehre und Forschung, auch zu Streiks der Studierenden.
Erst mit dem Inkrafttreten der Verfassung von 1987 wurde das Verhältnis zwischen der UEH und der öffentlichen Hand klar definiert. Artikel 208 der Verfassung proklamiert die Autonomie und Unabhängigkeit der UEH in organisatorischer, akademischer und politischer Hinsicht. Allerdings ist die UEH auch heute noch nicht durch ein organisches Gesetz verfasst. Ihre innere Ordnung und Funktionsweise ist nur durch Übergangsbestimmungen geregelt, die 1997 zwischen ihrer damaligen Leitung und dem Ministerium für Nationale Bildung ausgehandelt wurden.
Bei dem Erdbeben vom Januar 2010 kamen 18.000 Angehörige der Universität ums Leben und 80 % ihrer Einrichtungen wurden zerstört.
Im Oktober 2011 veröffentlichte das Rektorat der UEH einen „Alarmruf“, mit dem es auf zunehmende Missstände der Arbeitsbedingungen der Hochschule hinwies:
„Seit mehr als zehn Jahren sind die der UEH zugeteilten finanziellen Mittel weitgehend unzureichend und unterliegen einem ständigen Verlust an realem Wert, was eine fortwährende Minderung der Funktionsfähigkeit ihrer Strukturen und die Unmöglichkeit einer zukunftsorientierten Investitionsstrategie für ihre Entwicklung bedeutet.“ unterzeichnet Jean Vernet Henry, recteur und Fritz Deshommes vicerecteur 
Im Rahmen der internationalen Hilfsmaßnahmen für Haiti nach dem Erdbeben vom Januar 2010 finanzierte die benachbarte Dominikanische Republik einen völlig neuen, zweiten Campus „Roi Henri Christophe“ der UEH im Norden des Landes, im Ort Limonade. Die feierliche Eröffnung fand am zweiten Jahrestag des Erdbebens, am 12. Januar 2012, in Anwesenheit der Präsidenten Haitis und der Dominikanischen Republik statt.
Die Anzahl der Studierenden wird von der UEH mit 30.000 angegeben; andere Quellen nennen nur 15.000.

## Organisation
Die UEH gliedert sich in elf Fakultäten/Institute:
1. Faculté d’Agronomie et de Médecine Vétérinaire (FAMV) – Agrarwissenschaft und Veterinärmedizin
2. Faculté des Sciences Humaines (FASCH) – Geisteswissenschaft
3. Faculté des Sciences (FDS) – Naturwissenschaft
4. Faculté de Droit et des Sciences Economiques (FDSE) – Rechts- und Wirtschaftswissenschaft
5. Faculté d’Ethnologie (FE) – Völkerkunde
6. Faculté de Linguistique Appliquée (FLA) – angewandte Sprachwissenschaft

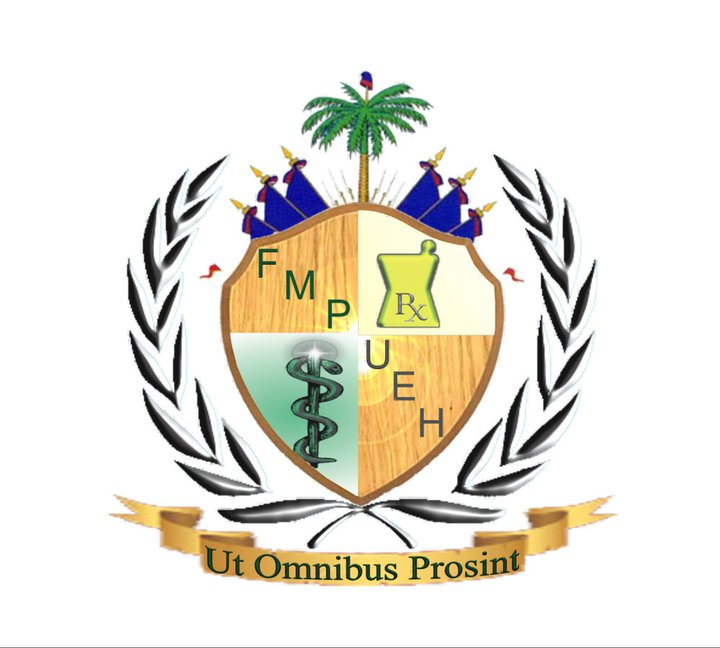
Logo der Fakultät für Medizin und Pharmazie

7. Logo der Fakultät für Medizin und PharmazieFaculté de Médecine et de Pharmacie ((FMP/EBM)) – Medizin und Pharmazie
8. Faculté d’Odontologie (FO) – Zahnmedizin
9. Faculté de Droit, des Sciences Économiques et de Gestion du Cap-Haïtien (FDSEGCH) – Recht, Wirtschaft und Management
10. Institut d’Études et de Recherches Africaines/Institut Supérieur d’Etudes et de Recherches en Sciences Sociales (IERAH/ISERSS) – Afrikanistik und Sozialwissenschaften
11. Institut National d’Administration, de Gestion et des Hautes Études Internationales – Verwaltungswesen, Politologie und internationale Studien

Ferner gehören sieben Hochschulen zur UEH:
1. Ecole de Droit de Jacmel (EDJ)
2. Ecole de Droit et d’Economie de Port-de-Paix (EDEPP)
3. Ecole de Droit et des Sciences Economiques de Fort-Liberté (EDSEFL)
4. Ecole de Droit et des Sciences Economiques de Hinche (EDSEH)
5. Ecole de Droit et des Sciences Economiques des Cayes (EDSEC)
6. Ecole de Droit et des Sciences Economiques des Gonaïves (EDSEG)
7. Ecole Normale Supérieure (ENS) – Pädagogische Hochschule Port-au-Prince

Sechs Einrichtungen sind mit der UEH verbunden:
1. Centre Technique de Planification et d’Economie Appliquée (CTPEA) – Technisches Zentrum für Planung und angewandte Wirtschaftswissenschaft
2. Faculté des Sciences Infirmières de Port-au-Prince (FSIP) – Pflegewissenschaft
3. Faculté des Sciences Infirmières des Cayes (FASIC) – Pflegewissenschaft
4. Ecole Nationale des Infirmières du Cap Haïtien – Krankenpflege
5. Ecole Nationale des Infirmières de Jacmel – Krankenpflege
6. Faculté des Sciences Infirmières de Jérémie (FSIJ) – Pflegewissenschaft

### Campus Roi Henry Christophe

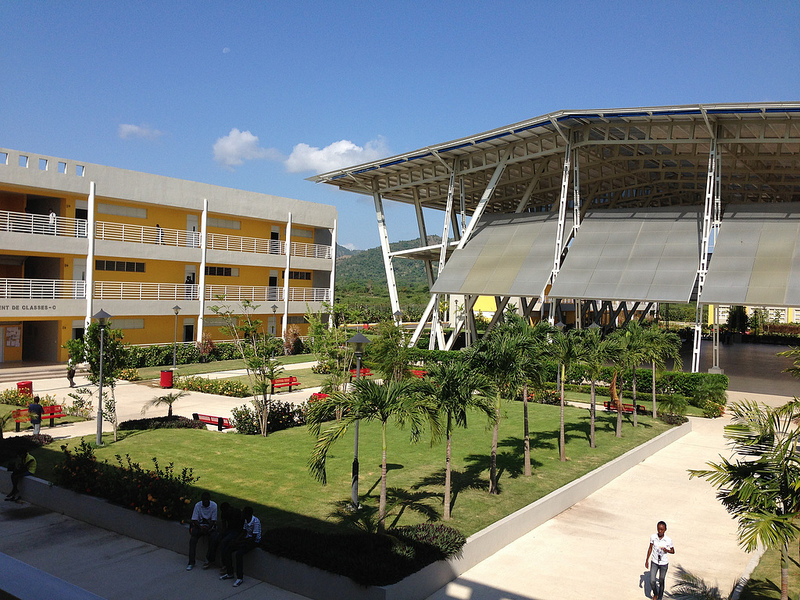
Campus in Limonade

Der am 12. Januar 2012 eingeweihte Campus Henry Christophe de l’UEH (CHC-UEHL) in Limonade, Département Nord, 30 km östlich von Cap-Haïtien, hat den Auftrag, die Aus- und Weiterbildung von hochrangigen wissenschaftlichen und technischen Führungskräften durch multidisziplinäre Lehre zu betreiben, die wissenschaftliche Forschung und Entwicklung zu fördern und im Dienst der Gemeinschaft und der internationale Zusammenarbeit Wissen zu verbreitern und verbreiten. Die Arbeit steht im Einklang mit der strategischen Planung und den allgemeinen Zielen der UEH. Sie berücksichtigt auch die soziale Verantwortung und das Engagement für die Gesellschaft. Sie ist tief mit den Bedürfnissen der Bevölkerung und der Behörden der Region Nord verbunden.
Angeboten werden Grundstudiengänge (formation de premier cycle) im Gesundheitswesen, Agrarwissenschaft, Ingenieurwissenschaft, Pädagogik, Umweltkunde, Sozialwissenschaft, Informatik, Kunst und Musik.
Der rund 50 Millionen US-Dollar teure Campus wurde auf 144.000 Quadratmetern errichtet und bietet Platz für 10.000 Studenten. Einige Quellen sprechen abweichend von 30 Millionen US-Dollar Gesamtkosten.

## Bekannte Absolventen und emeritierte Hochschullehrer
Bekannte Absolventen der UEH sind:
- Jacques-Édouard Alexis
- Jean-Bertrand Aristide
- Jean-Henry Céant
- Garry Conille
- Jean-Claude Duvalier
- Ertha Pascal-Trouillot
- Justin Viard

Unter den emeritierten Hochschullehrern finden sich ferner:
- Martial Célestin
- Yanick Lahens